# Монтморенсі (Індіана)
Монтморенсі (англ. Montmorenci) — переписна місцевість (CDP) в США, в окрузі Тіппікану штату Індіана. Населення — 173 особи (2020).

## Географія
Монтморенсі розташоване за координатами 40°28′14″ пн. ш. 87°2′7″ зх. д. / 40.47056° пн. ш. 87.03528° зх. д. (40.470453, -87.035402).  За даними Бюро перепису населення США в 2010 році переписна місцевість мала площу 3,52 км², уся площа — суходіл.

## Демографія
Згідно з переписом 2010 року, у переписній місцевості мешкали 243 особи в 101 домогосподарстві у складі 76 родин. Густота населення становила 69 осіб/км².  Було 109 помешкань (31/км²).
Расовий склад населення:
| - 98,8 % — білих - 0,4 % — корінних американців - 0,4 % — азіатів |

До двох чи більше рас належало 0,4 %. Частка іспаномовних становила 0,4 % від усіх жителів.
За віковим діапазоном населення розподілялося таким чином: 20,6 % — особи молодші 18 років, 69,9 % — особи у віці 18—64 років, 9,5 % — особи у віці 65 років та старші. Медіана віку мешканця становила 44,1 року. На 100 осіб жіночої статі у переписній місцевості припадало 109,5 чоловіків;  на 100 жінок у віці від 18 років та старших — 105,3 чоловіків також старших 18 років.
Середній дохід на одне домашнє господарство  становив 74 914 долари США (медіана — 85 179), а середній дохід на одну сім'ю — 81 493 долари (медіана — 87 143). 
Цивільне працевлаштоване населення становило 77 осіб. Основні галузі зайнятості: освіта, охорона здоров'я та соціальна допомога — 55,8 %, фінанси, страхування та нерухомість — 14,3 %, будівництво — 11,7 %, транспорт — 9,1 %.